# Omega (US-amerikanische Automarke)
Omega war eine US-amerikanische Automobilmarke, die 1967 einen von Intermeccanica in Italien aufgebauten Sportwagen auf dem nordamerikanischen Markt verkaufte. Das Projekt war eine Fortsetzung des 1966 gescheiterten Griffith 600.

## Entstehungsgeschichte
Von 1966 bis 1967 stellte die Suspensions International Corporation aus Charlotte, North Carolina, die Fahrzeuge her. Die Firma war von Steve Wilder gegründet worden, der früher technischer Herausgeber der Fachzeitschrift Car and Driver war. Von 1967 bis 1969 setzte Genser-Foreman aus New York City die Produktion fort.

## Fahrzeuge

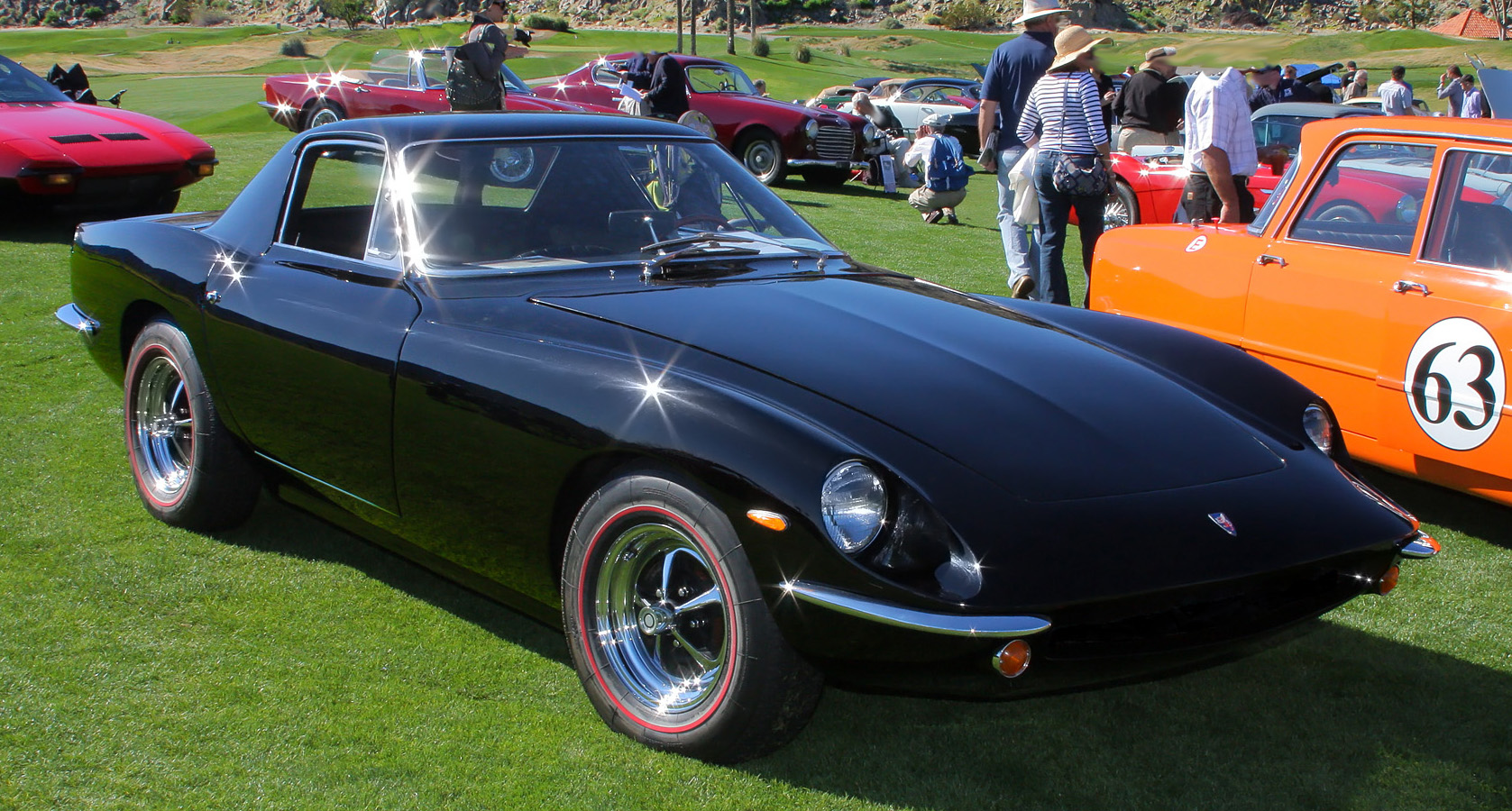
Griffith 600 (baugleich mit dem Omega GT)

Der Omega GT war ein zweitüriges Coupé, dessen Fahrgestell und Karosserie dem 1966 vorgestellten Griffith 600 entsprachen. Nachdem dessen Anbieter Griffith Motors sich 1966 nicht mehr auf dem Markt hatte halten können, übernahm Suspensions International die Geschäfte. Das Auto war im Wesentlichen identisch mit dem Griffith 600; lediglich die Antriebstechnik wurde geändert. Anstelle des Plymouth-Motors, der den Griffith 600 angetrieben hatte, kam im Omega GT ein Achtzylinder-V-Motor von Ford mit 4736 cm³ Hubraum und einer Leistung von 200 bhp (149 kW) bei 4400 min−1 zum Einsatz. Auf Wunsch gab es auch den stärkeren Motor mit 271 bhp (202 kW) bei 6000 min−1.
Im Folgejahr hatte der 4,7-l-V8-Motor nur noch 195 bhp (145 kW) bei 4600 min−1. Alternativ gab es einen V8-Motor von Lincoln mit 5517 cm³ Hubraum und 154 bhp (115 kW) bei 3600 min−1 oder einen Ford-V8 mit 4949 cm³ Hubraum und 210 bhp (156 kW) bei 4600 min−1.
Nach 1968 wurde der gleiche Wagen von Costruzione Automobili Intermeccanica selbst als Torino bzw. Italia vermarktet. Oldsmobile kaufte Wilder den Namen „Omega“ zur Nutzung für eigene Modelle ab.